# کتابخانه ملی مغولستان

کتابخانه ملی مغولستان (مغولی: Монгол Улсын Үндэсний Номын Сан) واقع در اولان‌باتور، بزرگترین و قدیمی‌ترین کتابخانه باقی‌مانده در مغولستان است. این کتابخانه بیش از سه میلیون کتاب و نشریه را در خود جای داده‌است که یک میلیون از آن‌ها کتاب، سوترا و نسخه‌های خطی کمیاب و ارزشمند هستند، از جمله تنها نسخه‌های باقی‌مانده در جهان از بسیاری از متون باستانی بودایی را شامل می‌شود.

## مجموعه‌ها
هدف کتابخانه ملی مغولستان، بر اساس قوانین سازماندهی و عملکرد آن، «جمع‌آوری و حفظ نسخه‌های خطی، سوتراها، پایان‌نامه‌های تحصیلی دانشگاهی و همچنین کتاب‌ها و نشریاتی است» که در مغولستان منتشر می‌شود. کتابخانه ملی مغولستان نه تنها بزرگترین کتابخانه کشور است، بلکه مرکز روش‌شناسی حرفه‌ای است که مقررات و اسناد قانونی را برای اعمال در کتابخانه‌های کشور تدوین می‌کند، نشریات حرفه‌ای، دستورالعمل‌ها و کتاب‌شناسی را توسعه و منتشر می‌کند و مشاوره ارائه می‌دهد. این کتابخانه بیش از ۱۵۰۰ کتابخانه عمومی کشور را زیر پوشش خود دارد.
در میان بیش از یک میلیون کتاب کمیاب و ارزشمند مجموعه ای از مطالب تاریخی به زبان‌های مغولی، مانچویی، تبتی و چینی است. همچنین مجموعه‌های معاصری به زبان‌های آلمانی، ژاپنی و کره‌ای وجود دارد که توسط سازمان‌های غیرانتفاعی از کشورهای مربوط تأمین می‌شود. علاوه بر این، اتاق آموزش زبان انگلیسی با بودجه بنیاد سوروس برای کمک به دانش‌آموزان در جهت کسب آمادگی برای امتحانات زبان در خارج از کشور وجود دارد. یک اتاق مطالعه بایگانی سازمان ملل و ده کامپیوتر برای دسترسی به اینترنت وجود دارد. کتابخانه ملی همچنین دارای مجموعه قابل توجهی از تابلوهای تصویرنگاشت و کتاب‌های قدیمی چاپ شده با چوب است
کتابخانه سیار «پیام‌رسان مردم» در سال ۱۳۹۰ با همکاری وزارت آموزش، فرهنگ و علوم، بانک جهانی و پروژه آموزش و توسعه روستایی افتتاح شد.
یکی از شعبه‌های سابق کتابخانه ملی، کاخ کتاب کودکان در اولان‌باتور است. این مجموعه دارای بیش از ۱۰۰٫۰۰۰ کتاب به زبان‌های مغولی، انگلیسی و روسی است، به علاوه سه اتاق مطالعه است که این اتاق‌های مطالعه دارای عناوینی مانند «مرد دانش‌آموز بزرگ»، برای کودکان کوچک‌تر، «رؤیا» برای نوجوانان، و اتاق «آموزش و توسعه» با دسترسی به اینترنت هستند. این کتابخانه از حمایت سازمان‌های بین‌المللی مانند بنیاد سوروس، بانک توسعه آسیایی برخوردار شده‌است.

## تاریخچه

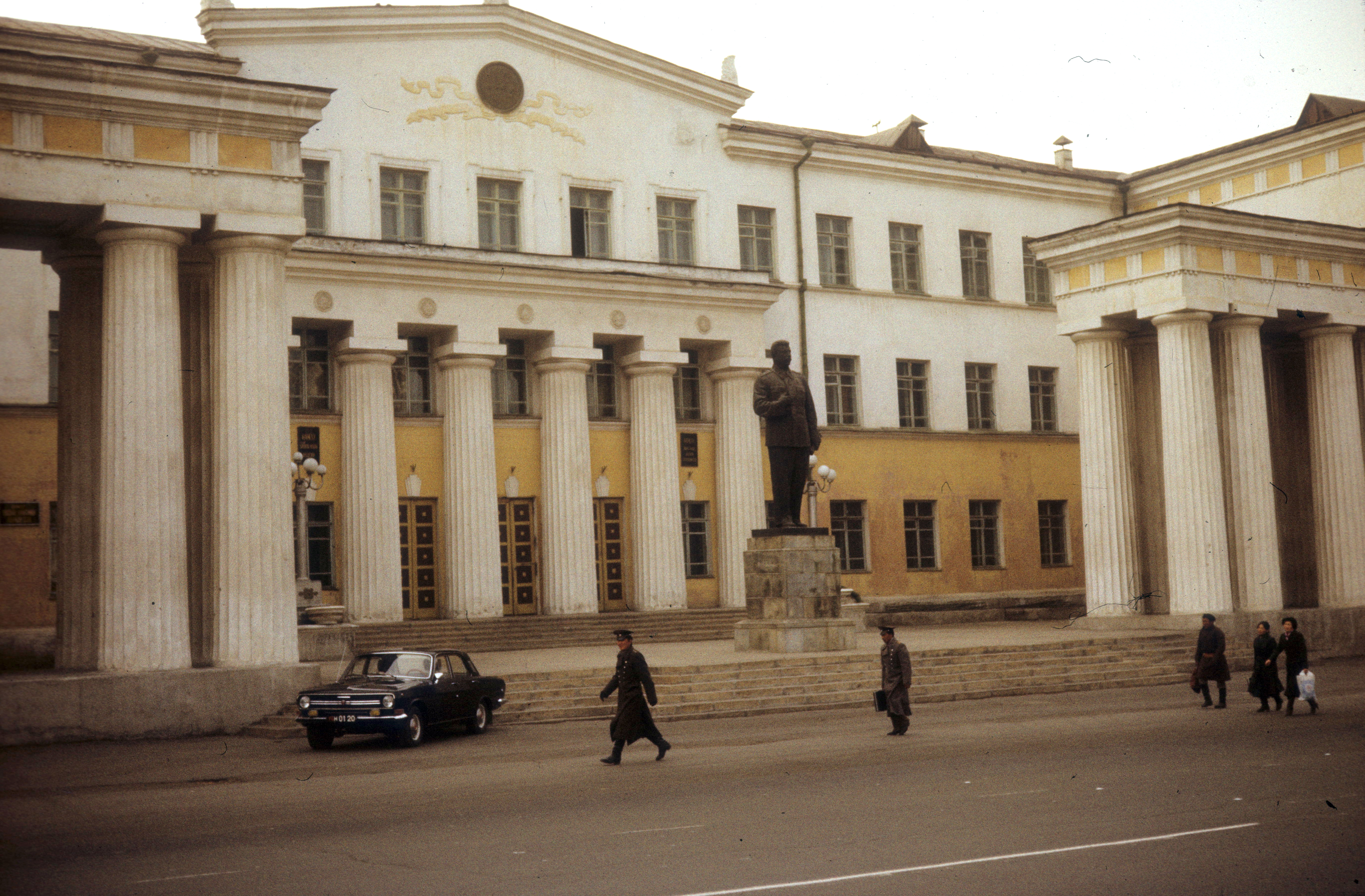
کتابخانه در سال ۱۹۷۱، با مجسمه استالین در نمای جلویی

کتابخانه ملی مغولستان به‌طور رسمی در ۱۹ نوامبر ۱۹۲۱ تحت نظارت کمیته علمی مغولستان تأسیس شد. این تصمیم در بیست و چهارمین جلسه دولت تنها چهار ماه پس از انقلاب مغولستان در سال ۱۹۲۱ در ماه ژوئیه گرفته شد. مجموعه اصلی آن که در ابتدا مؤسسه سوترا و اسکریپت نامیده می‌شد، تنها شامل ۲۰۰۰ کتاب بود که همه توسط دانشمند مشهور مغولی تسون اهدا شده بود.
طبق اساسنامه، اهداف این کتابخانه عبارت بود از: «جمع‌آوری و حفظ نسخه‌های خطی، سوترها، پایان‌نامه‌ها برای درجه‌های تحصیلی، و همچنین کتاب‌ها و نشریاتی که در مغولستان منتشر می‌شوند، و همچنین کتاب‌ها و نشریات خارجی مهم، و ایجاد کتابخانه ملی برای ارائه مؤثر مطالب فوق به خوانندگان و ارائه سایر کتابخانه‌های عمومی روش‌شناسی، راهنمایی و اطلاعات حرفه‌ای.»
کتابداران و محققان از اتحاد جماهیر شوروی برای ایجاد اولین تبادل کتاب با بزرگترین کتابخانه‌های مسکو و لنینگراد در سال ۱۹۲۴ وارد این کتابخانه شدند و کتاب‌شناسان شوروی اولین مجموعه تاریخ‌نگاری «فهرست کتاب‌شناختی کتاب‌های مغولی» را آغاز کردند.
اولین اتاق مطالعه کتابخانه در ۲۴ نوامبر ۱۹۲۳ افتتاح شد. قبل از جنگ جهانی دوم، کتابخانه مغولستان تنها با کتابخانه‌های شوروی همکاری می‌کرد. از اواخر دهه ۱۹۴۰ آنها شروع به تعامل با کتابخانه‌های کشورهای دیگر کردند، ابتدا با کشورهای بلوک کمونیستی مانند مجارستان (۱۹۴۸)، از سال ۱۹۶۳ با کتابخانه‌های بلغارستان. تا سال ۱۹۶۵، کتابخانه با کتابخانه‌های ۲۶ کشور، با استفاده از بودجه ۴۹ کتابخانه همکاری می‌کرد. امروزه برنامه تبادل کتاب با ۱۰۰ کتابخانه در ۷۰ کشور جهان دارد.
در سال ۱۹۶۳ تالار ادبیات علمی افتتاح شد. به منظور دسترسی بیشتر به متون باستانی خط و فرهنگ مغولی برای محققان خارجی و همچنین داخلی، موزه کوچکی که به کتاب‌های کمیاب و ارزشمند اختصاص دارد، در سال ۱۹۸۱ تأسیس شد. این کتابخانه در سال ۱۹۹۱ به عضویت فدراسیون بین‌المللی انجمن‌ها و مؤسسات کتابداری (IFLA) درآمد و در حال حاضر دارای برنامه‌های تبادل کتاب با بیش از ۱۰۰ کتابخانه در ۷۰ کشور جهان است. در سال ۲۰۰۵ این کتابخانه یک اتاق مطالعه زبان ترکی (۱۶۰۰ نشریه، بیش از ۶۰۰ خواننده در سال) را افتتاح کرد.
در فوریه ۱۹۹۰، دفتر سیاسی MPRP دستور برداشت مجسمه یوزف استالین را از جلوی کتابخانه در یکی از اولین امتیازات خود به تظاهرات دموکراسی خواهانه داد که به انقلاب دموکراتیک ۱۹۹۰ منجر شد. در سال ۲۰۰۴، نویسنده و روزنامه‌نگار گوتوین آکیم به عنوان مدیر کل کتابخانه منصوب شد. بنا به توصیه وی، مجسمه بیامبین رینچن، مترجم، دانشمند، زبان‌شناس و چهره برجسته ادبیات مدرن مغولستان، در صدمین سالگرد تولد او در مقابل کتابخانه‌ای که مجسمه استالین در آن نزدیک به ۴۰ سال برپا بود، نصب شد.